# Acrocomia crispa
Acrocomia crispa es una especie perteneciente a la familia de las palmeras (Aracáceas) originaria de Cuba.
- corojo en Cuba
- palma de corojos en Cuba
- palma barrigona, en otros países hispanohablantes
- palmera barrigona, en otros países hispanohablantes
- palmera barrigona cubana, en otros países hispanohablantes
- cuban belly palm en inglés.

Anteriormente estuvo emplazado en el género Gastrococos. 

## Descripción
Se trata de una palmera espinosa de altura, de 5 a 7 metros de altura con un estípite delgado en la base y en la parte superior pero hinchado en el centro, dándole el nombre Cuban belly palm en inglés,  y está estrechamente relacionado con el género Acrocomia.
Al tronco cuando joven , lo circundan varios anillos formados por largas espinas oscuras, éstas también cubren las siguientes partes de las grandes hojas o pencas: el raquis central, nervio medio de los segmentos y el limbo. Florece en primavera y sus flores son muy visitadas por las abejas, sus frutos, también llamados corojo, son redondos, como cocos en miniatura, amarillos por fuera, con una cáscara delgada y endocarpio muy duro; en el interior tiene una nuez blanca, sólida, del mismo sabor de la masa del coco seco, algo más suave.

## Distribución y hábitat
Abunda sobre todo en la zona oriental de Cuba, más específicamente en las provincias de Camagüey y Holguín, en terrenos calcáreos muy pedregosos.

## Importancia económica y cultural
Usos
- Alimenticio

Estos frutos son muy estimados y son objeto de comercio; los come el ganado vacuno y se extrae de ellos un aceite muy apreciado: la manteca de corojo.
En algunas regiones de Cuba se han creado pequeñas máquinas artesanales con las que se extrae el aceite con fines comestibles y para la elaboración de jabones y cosméticos.
- Industrial

De las hojas maceradas convenientemente, se extrae una materia textil muy resistente llamada pita de corojo, la que se emplea mucho en la fabricación magníficos despolvadores; la emplean también en la fabricación de cuerdas destinadas a lazos muy resistentes para el ganado, así como a la elaboración de hilos que se emplean en la pesca.

## Taxonomía
Acrocomia crispa fue descrita por (Kunth) C.F.Baker ex. Becc.  y publicado en Pomona College Journal of Economic Botany and Subtropical Horticulture 2: 364. 1912.
Etimología
Acrocomia: nombre genérico que deriva de las palabras akros que significa "alto" y kome que significa "pelo o mechón", tal vez refiriéndose a la corona de hojas en la punta tallo.
crispum: epíteto derivado del latín que significa "crespo, rizado".
Sinonimia
- Cocos crispa Kunth in F.W.H.von Humboldt (1817). basónimo
- Astrocaryum crispum (Kunth) M.Gómez (1893).
- Gastrococos crispa (Kunth) H.E.Moore (1968).
- Gastrococos armentalis Morales (1866).
- Acrocomia armentalis (Morales) L.H.Bailey & E.Z.Bailey (1941).